# Coupe d'Italie de football 1978-1979
Navigation
Coupe d'Italie 1977-1978 Coupe d'Italie 1979-1980
La Coupe d'Italie de football 1977-1978, est la 31e édition de la Coupe d'Italie.

## Déroulement de la compétition
Le format change cette saison avec la réintroduction d'une phase à élimination directe après le premier tour, qui commence avec les quarts de finale puis les demi-finales joués en match aller et retour.

## Participants

### Serie A (D1)
Les 16 clubs de Serie A sont engagés en Coupe d'Italie.

### Serie B (D2)
Les 20 clubs de Serie B sont engagés en Coupe d'Italie.

## Résultats

### Premier tour
Le tenant du titre, Inter Milan est exempté du premier tour, les 35 participants sont répartis dans sept groupes de 5 et se rencontrent une fois. Les 7 premiers de groupe sont rejoints par le tenant du titre pour disputer les quarts de finale.

### Quarts de finale
Les matchs des quarts de finale se déroulent entre le 4 avril et le 9 mai 1979.
| Équipe      | Aller | Total                | Retour | Équipe      |
| ----------- | ----- | -------------------- | ------ | ----------- |
| Palerme     | 0 - 0 | 0 - 0 (5-4 t. a. b.) | 0 - 0  | SS Lazio    |
| Cagliari    | 2 - 2 | 2 -3                 | 0 - 1  | Catanzaro   |
| Juventus FC | 3 - 1 | 3 - 2                | 0 - 1  | Inter Milan |
| SSC Naples  | 2 - 1 | 2 - 1                | 0 - 0  | Pérouse     |

### Demi-finales
Les matchs des demi-finales se déroulent entre le 20 mai et le 6 juin 1979.
| Équipe    | Aller | Total | Retour | Équipe      |
| --------- | ----- | ----- | ------ | ----------- |
| Palerme   | 0 - 0 | 2 - 1 | 2 - 1  | SSC Naples  |
| Catanzaro | 1 - 1 | 3 - 5 | 2 - 4  | Juventus FC |

### Finale
| 20 juin 1979 | Juventus FC | 2 - 1   | Palerme | stade San Paolo, Naples                          |                                                  |
|              |             | (0 - 1) |         | Spectateurs : 40 000 Arbitrage : Enzo Barbaresco | Spectateurs : 40 000 Arbitrage : Enzo Barbaresco |
|              | rapport     |         |         | Spectateurs : 40 000 Arbitrage : Enzo Barbaresco | Spectateurs : 40 000 Arbitrage : Enzo Barbaresco |